# 潘振甲
潘振甲（？—？），臺灣府臺灣縣（今臺南市）人。清代嘉慶年間詩人，所作《乙丙歌》見證清治中葉臺灣民變頻繁的歷史長歌。詩作收錄於薛志亮《續修臺灣縣志》及陳廷瑜《選贈和齋詩集》。

## 生平
- 清乾隆五十一年（1786年），中舉人。
- 嘉慶十年（1805年），蔡牽犯臺，禍及西海，其《乙丙歌》題序：「乙丑十一月十三日晦，海寇蔡騫來臺入滬尾港，勾通南北陸路騷擾。」「蔡逆於十一月二十四日船入鹿耳門。」
- 嘉慶十一年（1806年），蔡牽續亂，《乙丙歌》註：「丙寅（1806）正月五日，水師兵與賊決戰，大獲勝仗，焚斬無數，實救兵所未有。」「蔡逆果於五月十七日再寇鹿耳門，距二月初七日僅百日。將軍賽督水師會勦擊之，大敗而去。」
- 嘉慶十二年（1807年），薛志亮開局續修《臺灣縣志》時任分纂。
- 嘉慶十四年（1809年），蔡牽之亂平定，以守城功，授六品銜。

## 詩作
- 乙丙歌（淸•潘振甲），收於薛志亮《續修臺灣縣志》〈藝文〉，又載陳漢光《臺灣詩錄》。